# Cecilia Guida
Cecilia Guida (Mendoza, ) é uma violinista argentina, naturalizada brasileira.

## Trajetória
Fez seus estudos na Argentina com seu pai Ricardo Guida,  e com Pedro Napolitano e Lyerco Spiller, diplomando-se aos 14 anos pelo Conservatório de Música de Córdoba e ingressando na orquestra sinfônica desta cidade.
Pouco depois, entrou na Camerata Bariloche sob a direção de Alberto Lysy, excursionando durante um ano em tournée pela Europa e Américas. Na Europa, onde residiu 14 anos, estudou com Yehudi Menuhin, Sandor Vegh, Corrado Romano, Berta Volmer e Max Rostal seu principal professor, obtendo nota máxima em seu diploma superior da Universidade de Köln, na Alemanha.
Foi bolsista do Mozarteum Argentino, da Deutscher Akademischer Austasschienst (DAAD) da Universidade de Köln e do Conservatório Superior de Genebra.
Primeiro violino da Orchestre de La Suisse Romande, excursionando pela Europa, Oriente e Américas, foi também spalla das orquestras de câmara de Nyon (Suíça), Frechen (Alemanha), ABB, Feminina (São Paulo), da Orquestra do Teatro Nacional de Brasília, e outras.
Como professora, exerceu intensa atividade pedagógica na Alemanha e no Brasil, na Escola de Música de Brasília, Escola Municipal de Música de São Paulo, Centro de Cordas do Sesi/Funarte em convênio com a Universidade de Brasília, Universidade Federal de Goiás, na Orquestra Sinfônica de Curitiba, na Universidade Livre de Música (SP) e, em 1989, apesar do convite do reitor da Universidade Nacional de Cuyo (Mendoza, Argentina), para o cargo de professora titular na Faculdade de Artes, decidiu permanecer no Brasil. Atualmente, continua como professora na Escola Municipal de Música de São Paulo.
Dentre outros, deu cursos de alta interpretação no Museu de Arte de São Paulo, Secretaria de Cultura de Goiás, Curso Internacional de Brasília, no Festival de Inverno de Campos do Jordão e júri permanente do Concurso Eldorado, entre outros.
Cecília faz parte do Trio Images, juntamente com Achille Picchi (piano) e Henrique Muller (viola).
Tocou como solista sob a batuta de vários maestros tais como Daniel Havens, Jamil Maluf, Claudio Santoro, Garcia Vigil, Walter Lourenção e Chiyuki Murakata. Sempre em atividade como solista ou recitalista nas Américas e Europa, recebendo excelentes críticas, foi convidada para figurar entre os 50 artistas brasileiros que fazem parte do catálogo Ofícios Culturais Brasileiros (da Quaternário – Aliança Francesa).